# Kulis

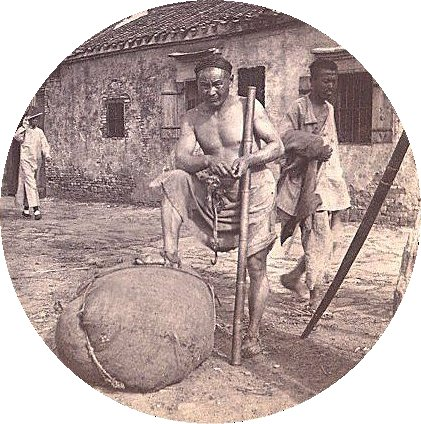
Kulis - rok 1900

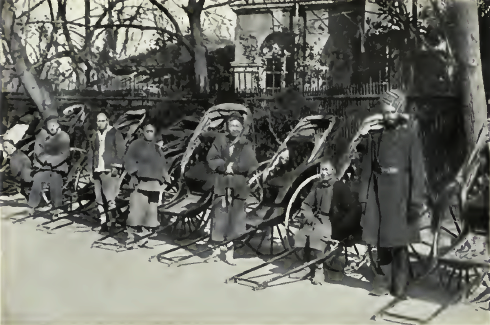
Kulisi -rok 1908

Kulis – tragarz w południowej i wschodniej Azji, noszący zarówno ładunki, jak i ludzi w lektykach. Członek najniższej kasty w Indiach.